# Sidi El Aidi
Sidi El Aidi  (in arabo سيدي العايدي‎?) è un centro abitato e comune rurale del Marocco situato nella provincia di Settat, regione di Casablanca-Settat. Conta una popolazione di 13 839 abitanti (censimento 2014).